# 米田栄作
米田 栄作（よねだ えいさく、1908年6月15日 - 2002年8月5日）は、広島県広島市生まれの詩人。戦後、「川よ　とわに美しく」をはじめとして、生涯にわたり原爆をテーマとした詩人として知られる。本名は米田 栄（さかえ）。

## 経歴
広島市商業学校在籍時より詩作を始める。広島南方詩人協会や三角州（デルタ）詩人連盟の結成にたずさわり、『日本詩人』や『椎の木』などへの参加を経て、処女詩集『鳩の夜』を1937年に発表するも、まもなく詩から離れる。
1945年8月6日、広島で被爆し、両親と三男を失い、自身も右目を失明した。崩壊した街を枕崎台風や阿久根台風が襲うが、それにより広島の川が蘇ったと見た米田は詩作を再開する。1948年、峠三吉らと広島詩人協会を結成。「広島であってこそ出来る仕事（ヒロシマ派）」を主張する（詩誌『地殻』創刊号）。1951年、第2詩集『川よ　とはに美しく』を発表。翌年、増補版『川よ　とわに美しく』として刊行され、米田の名を広く知らしめた。反響は日本のみにとどまらず、ロシアの作曲家・アルフレート・シュニトケは、メゾソプラノ、混声合唱、管弦楽のためのオラトリオ「長崎」（1958年）において、米田の「荒廃に立ちて」「川よ　とわに美しく」（露訳）を使用している。
経営者として、父が築き上げた建材店を株式会社にまで成長させるかたわら、詩作に取り組み続け、詩集『未来にまでうたう歌』『八月六日の奏鳴』を出版。後者はインドのネルー首相にも届けられた。1967年、広島詩人協会長に就任。2002年に肺炎のため逝去。

## 詩集
- 鳩の夜（晩鐘社、1937年） - シュールレアリズムの影響を受けた前衛的な詩集。22篇。
- 川よ　とはに美しく（新文明社、1951年） - 広島で出版。28篇。広島市長の浜井信三や市議会議長の砂原格が跋文を寄せている。
- 川よ　とわに美しく（第二書房、1952年） - 東京で出版。48篇。初版から5篇を削除し、新たに第二部として25篇を収録。室生犀星や百田宗治が寄せている。
- 未来にまでうたう歌（ぷれるうど詩話会、1955年） - 22篇。二部から成る。
- 八月六日の奏鳴（季節社、1961年） - 24篇。
- 不一の花々（湯川書房、1973年） - 『鳩の夜』の再録に加え、拾遺をおさめる。
- 広島不虚（湯川書房、1973年） - 『川よ　とわに美しく』『未来にまでうたう歌』『八月六日の奏鳴』の合本。
- デルタ曼陀羅　素吟（木精社、1992年） - 最後の詩集。20篇。

## 音楽作品
彼の詩は複数の作曲家によって音楽作品となり、いくつかは録音・出版されている（シュニトケ「長崎」も出版・CD化されたものの1つ）。（）内は作曲家。
- 川の華鬘（星出敏一）
- 未来にまでうたう歌（市場幸介） - 1955年に交響風物詩「未来にまでうたう歌」として発表。民放祭洋楽部門第2位。後にカンタータとして改編。
- 巷塵（市場幸介）
- デルタの歌（吉田盈照）
- 交響曲「広島の街は蘇る」（田中敬）
- 交響詩「雲」（古屋良男）
- 千羽鶴に捧げるレクイエム（山崎登）
- 川よ とわに美しく（三枝成彰） - 合唱組曲。芸術祭優秀賞を受賞。日本の合唱作品100選。
- 川よ とわに美しく Part2（三枝成彰）- 合唱組曲。
- 無言歌（尾上和彦） - 合唱組曲。
- 三つの楽章よりなるデルタ交響詩（吉田盈照）
- 八月六日の砂（遠藤雅夫） - 合唱組曲「石の焔」所収。
- 「広島不虚」より「四章」（黒住彰博他）